# アレクトロサウルス
アレクトロサウルス（学名：Alectrosaurus）は、ティラノサウルス上科に属する獣脚類の恐竜の属。1923年のモンゴル化石発掘遠征において、現在の内モンゴル自治区（中華人民共和国）でジョージ・オルセンが化石を発見した。学名は「未婚のトカゲ」を意味し、1個体あるいは2個体分の化石が異なる場所から発見されたことに由来する。
タイプ標本は上部白亜系のイレンダバス層から産出している。推定全長は5メートルと見積られる。既知の標本が成体である場合、森林地帯に生息し、近い体サイズの動物を捕食したと考えられている。

## 発見と命名

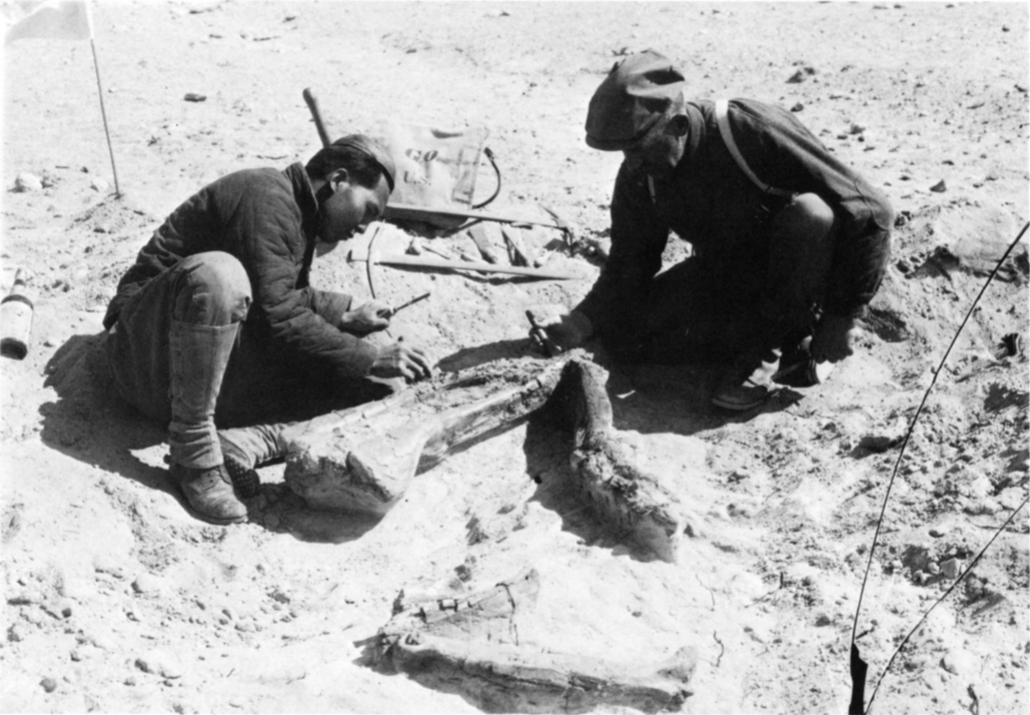
1923年、A. olseni標本AMNH 6554 の右後肢の発掘。右側はジョージ・オルセン

1923年、古生物学者ウォルター・G・グランガー率いるアメリカ自然史博物館の第三次アジア遠征において、モンゴルにおける恐竜化石の発掘が行われていた。4月25日、ゴビ砂漠にて、アシスタントの古生物学者であったジョージ・オルセンはほぼ完全な1本の右後肢であるタイプ標本 AMNH 6554 を発掘・回収した。これは左足と2本の前肢の末節骨、および実質的に完全な右後肢を含んだ。5月4日、オルセンは最初に発見した化石から約30メートル離れた地点で別の標本を発見した。当該のもう一つのタイプ標本 AMNH 6368 には、1本の右上腕骨・2本の不完全な指骨・4個の断片的な尾椎のほか、劣悪な状態のため処分された2, 3個の不特定の要素が含まれた。これらの発見は現在の中国・内モンゴル自治区のイレンダバス層でのことであった。
属名と種名はアメリカの古生物学者チャールズ・W・ギルモアが1933年に命名した。属名の Alectrosaurus は「孤独なトカゲ」あるいは「未婚のトカゲ」と訳すことができ、ギリシア語で「孤独な」「未婚の」を意味する ἄλεκτρος および「トカゲ」を意味する σαῦρος に由来する。種小名の olseni は最初の標本を発見したジョージ・オルセンへの献名である。

### さらなる標本

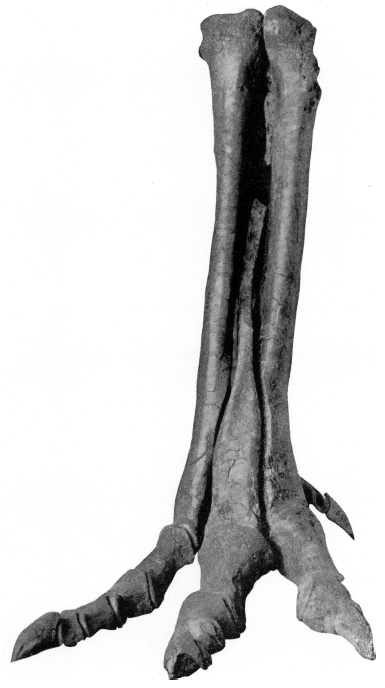
A. olseni のホロタイプの右足。アメリカ自然史博物館所蔵

その後、さらなる化石がアレクトロサウルスと呼称された。1977年には、モンゴルの古生物学者 Altangerel Perle により外モンゴルから回収されたバインシレ層の2個の追加標本が報告された。標本 IGM 100/50 は部分的な上顎骨・肩甲骨・烏口骨・前肢の末節骨からなり、標本 IGM 100/51 は下顎と他の要素を伴う断片的頭蓋骨・不完全な腸骨・右中足骨からなる。これらの化石はアレクトロサウルス・オルセニの新標本としてPerle (1977)で記載されていたが、約半世紀後に新属新種カンクウルウ・モンゴリエンシスとして再分類された。
タイプ標本の付近では、1923年に標本 AMNH 6266 が同一層準の異なる地点で発見されている。当該標本は前上顎骨歯および側縁歯・不完全な左涙骨・左頬骨の上顎突起・部分的な右方形頬骨・右外翼状骨の頬骨突起・右翼状骨に伸びる方形枝からなる。当該標本は小型個体を代表するようである。当該標本は後肢要素を欠くためアレクトロサウルスとの直接比較が極めて複雑であり、アレクトロサウルスとの関係性は未解決である。なおAMNH 6266はAMNH 6556という異なる標本番号で扱われたこともあったが、Carr (2022)は標本の整理に際してより正確な標本番号としてAMNH 6266を選択している。
さらに、内モンゴルと外モンゴルで発見されている複数の部分的骨格もアレクトロサウルスに属する可能性がある。日本の幕張メッセで開催された恐竜博2006では標本長45センチメートルの右大腿骨、恐竜博2009では標本長34.5センチメートルの下顎がそれぞれアレクトロサウルスのものとして展示された。ただし、展示時点でこれらをアレクトロサウルスと見なす統一的見解があるわけではない。

## 説明

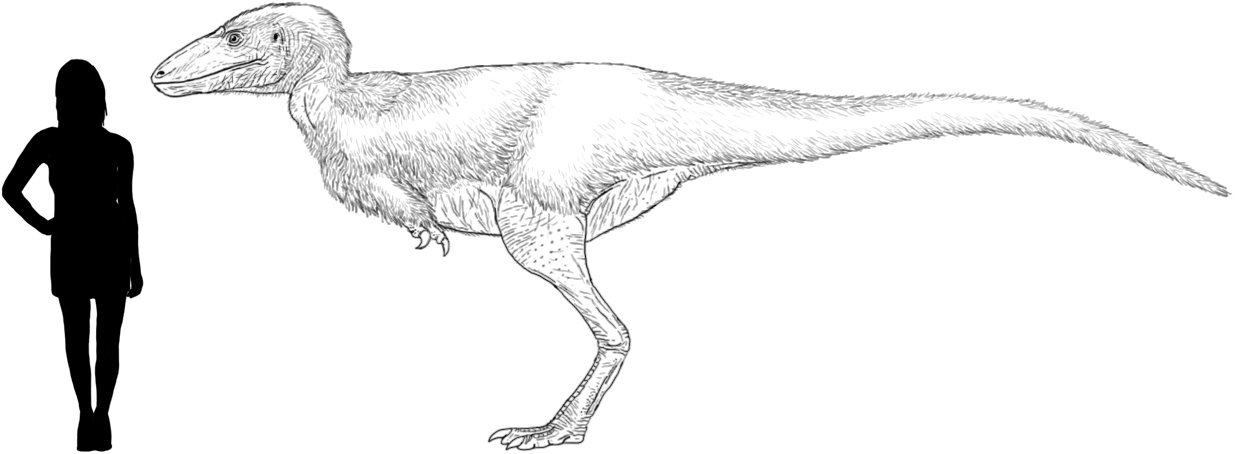
ホロタイプに基づく生体復元図

レクトタイプ標本 AMNH 6554 は断片的であり、遠位足根骨要素のみを欠くほぼ完全な右後肢、左第II・III・IV中足骨、断片的な恥骨の遠位端からなる。ただし、恥骨が左右どちらのものであるかは不明である。
アレクトロサウルスは中型のティラノサウルス上科であり、全長は5 - 6メートルに達し、体重は454 - 907キログラムに及ぶ。全体として、両後肢は華奢であり、頑強なティラノサウルス科とは対照的である。脛骨長と大腿骨長は非常に近く、脛骨がより長い他のティラノサウルス上科の大多数とは対照的である。大腿骨長は72.7センチメートル、脛骨長は72.7センチメートルである。他のティラノサウルス上科と比較して中足骨の大きさも脛骨のそれに近く、長い。最大の中足骨は第III中足骨であり、長さは48センチメートルに達する。距骨と踵骨は保存が良いものの、距骨は僅かに損傷しているように見える。それらは強く接着しているが、癒合はしていない。

### 解剖学的特徴の識別
原記載に続き、アレクトロサウルスは以下の特徴により識別される。長く細長い四肢を持つタイプのティラノサウルス上科である。大腿骨が長く細長い。第I指の末節骨と指骨が頑強であり、外側に圧搾され、強く湾曲する。大腿骨と脛骨の長さがほぼ等しい。距骨長は距骨と脛骨を合わせた長さの四分の一である。
Carr 2005 によると、アレクトロサウルスは後肢に存在する固有の特徴に基づいて識別が可能である。その特徴には、大腿骨の内側顆の後背側面から伸びるスパイク状の突起、腓骨上の脛骨との関節面の前側縁に沿って存在する切り立った張り出し、梁構造(buttless)の内側面の下部を削る距骨の腹外側梁構造(buttless)に隣接する腱の溝、第II趾の第2趾骨の近位面の背側縁の突出、縮小した第III趾、内側顆よりも顕著に深い第III基節骨の外側顆、頑丈な第IV趾の第2趾骨、第III中足骨上の第IV中足骨との関節面の前側に膨張した背側半分、その他が挙げられる。

## 分類
1933年、チャールズ・ギルモアは利用可能な標本を調査し、AMNH 6554 と AMNH 6368 が同一の属に属するシンタイプであると結論した。彼の結論は、両標本の前肢末節骨が形態学的に類似するという彼の観察に基づいていた。標本 AMNH 5664 Gorgosaurus sternbergi の後肢にも類似性が観察されたことから、彼はこの新属をデイノドン科、すなわち現在ティラノサウルス科と同義であると考えられている科として分類した。断片的であるため、現在のところ他のティラノサウルス上科との関係性の復元において信頼性は乏しく、数多くの分岐解析においてアレクトロサウルスは全体的に省略されている。ある研究では、ティラノサウルス上科のクラドグラムにおいてアレクトロサウルスは8か所を下らない等しく最節約的な位置に置かれた。Alectrosaurus olseni を曖昧にアルバートサウルスの種として考える古生物学者もいる。
アレクトロサウルスは当初長い腕を持つ獣脚類として特徴づけられていた。Perle 1977 と Mader & Bradley 1989 は観察の結果、標本 AMNH 6368 がティラノサウルス上科と形質を共有しないことからこの前肢を本属に属さないものとし、Therizinosauria incertae sedis に割り当てた。残った標本 AMNH 6554 は真のティラノサウルス上科の形質を伴う後肢を代表しており、Alectrosaurus olseni のレクトタイプ標本に割り当てられた。加えて、原記載に含まれなかった4個の小型の尾椎が AMNH 6368 に関連付けられた。未記載であったにも拘わらずそれらの尾椎は1984年に AMNH 21784 としてカタログ化されており、Mader と Bradley がこれらの尾椎を記載した。デイノニクスやプラテオサウルスの尾椎に類似していることから、尾椎は系統学的にティラノサウルス科とテリジノサウルス科のいずれにも属さない小型獣脚類のものと暫定的に同定された。
バインシレ層の標本は本属に属さない可能性もあり、さらなる研究が必要である。ある分岐学的分析では2セットの標本は他のどの分類群も排斥するグループを共に示しているため、仮に同種でないとしても少なくとも近縁な関係にあることが示唆される。

## 古生物学

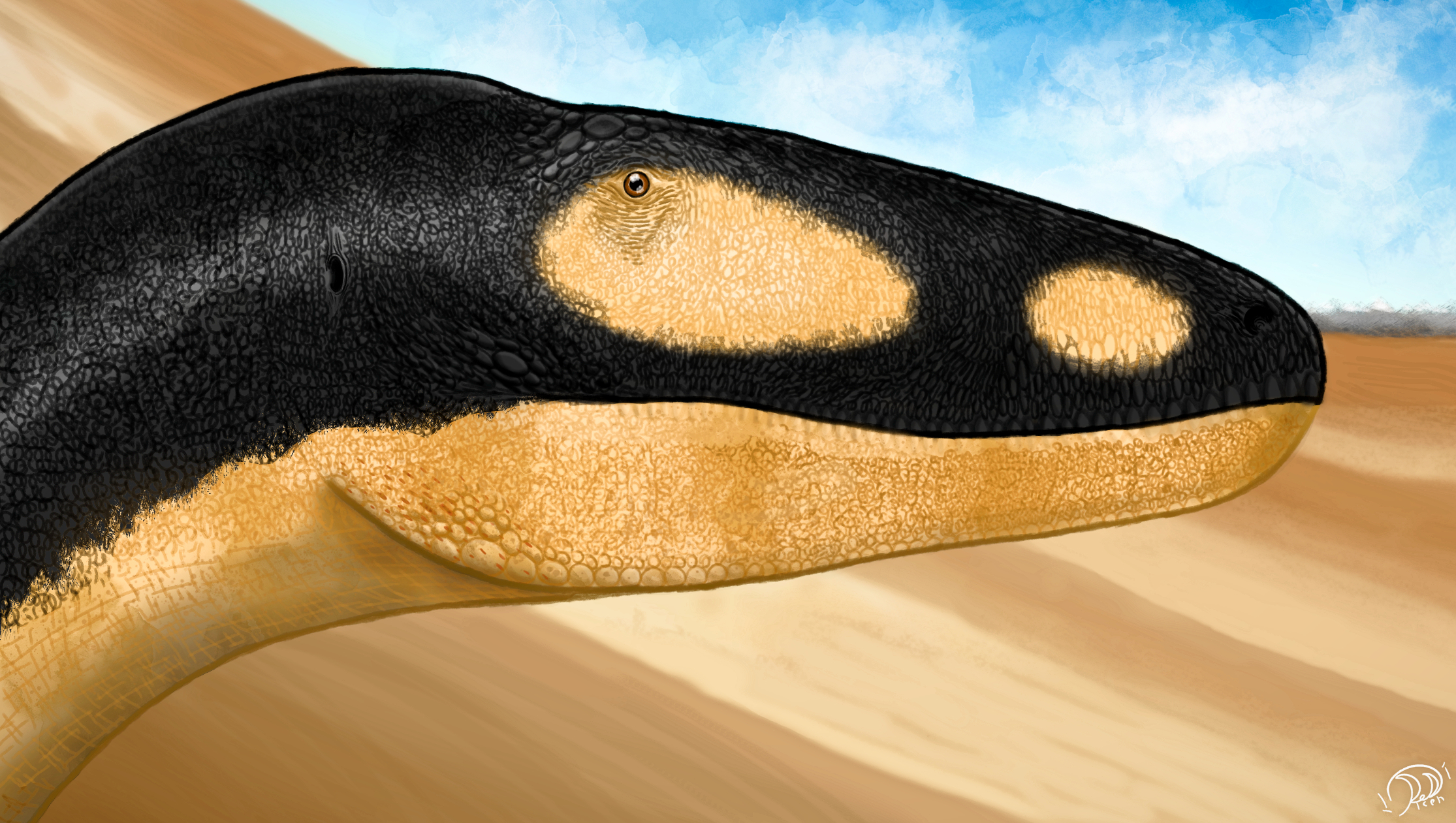
頭部の復元図

Carr and Williamson 2005 は標本 AMNH 6554 の後肢形態について、中足骨と趾骨の関節面の肥大を他のティラノサウルス上科と異なる特徴として挙げている。これらの特徴は平胸類に見られるものであり、アレクトロサウルスは発達した後肢を伴う脚の速いティラノサウルス上科の恐竜、推定される追跡型捕食者としての適応と一致する。この解釈は、Persons and Currie 2016で行われた四肢のプロポーション分析で得られた結果と整合する。無数の獣脚類の四肢を比較することにより、彼らはタルボサウルスやティラノサウルスといった巨大で頑強な脚を持つものを除いて、大半のティラノサウルス上科が高度な追跡型かつ脚の長い動物であったことを指摘した。アレクトロサウルスは16.5と相対的に高いCLP(Cursorial-limb-proportion)値が得られており、これは大半のカルノサウルス類よりも高い。2001年には、アレクトロサウルスと呼称される23本の足の骨に対してブルース・ロスチャイルドらにより疲労骨折の痕跡が探されたが、一切発見されなかった。

## 古環境

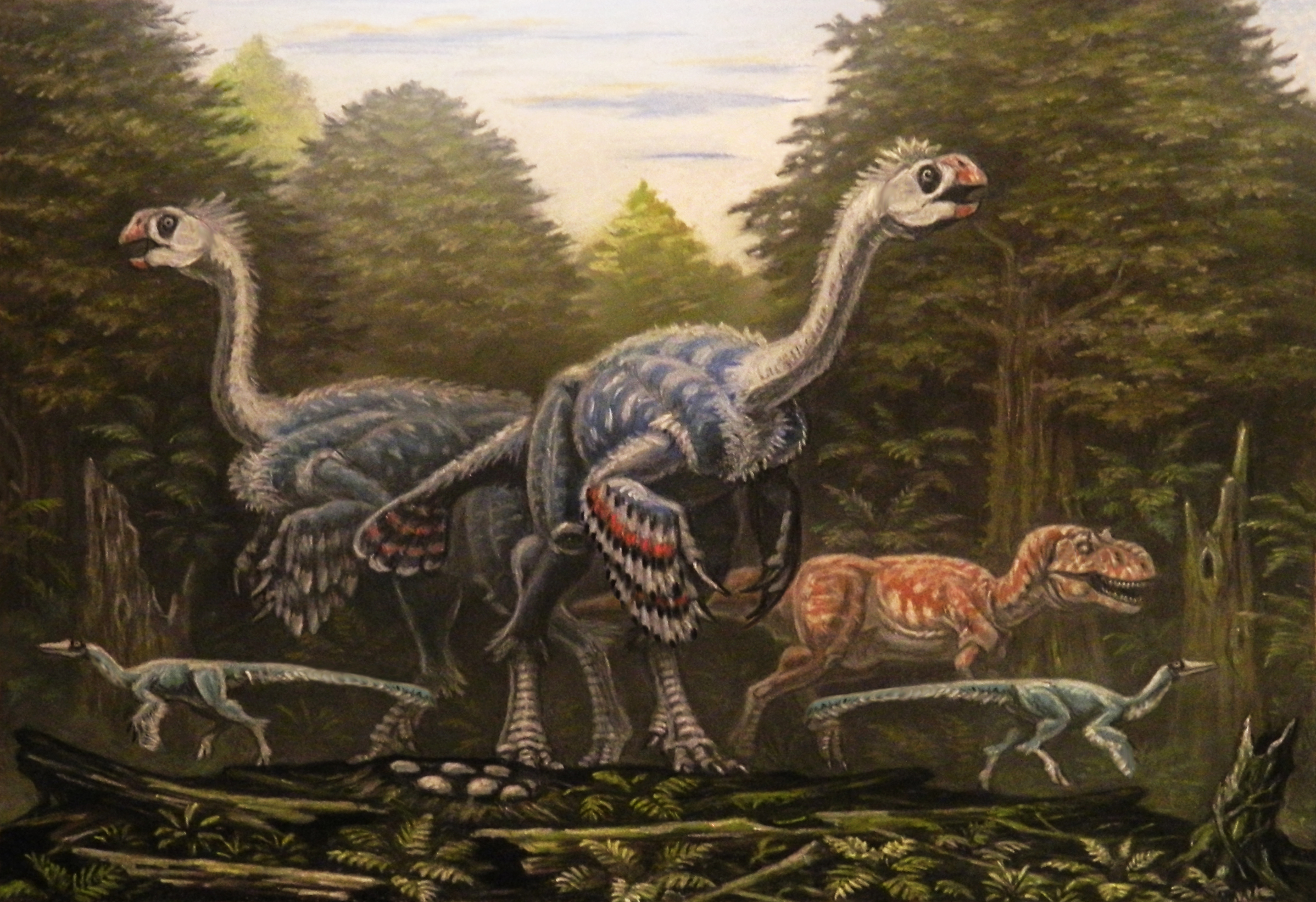
2頭のアーケオルニトミムスから巣を守る2頭のギガントラプトル。背後にアレクトロサウルスが居る。

アレクトロサウルスは最初にイレンダバス層から回収された。イレンダバス層はジルコン粒子に適用されたウラン・鉛年代測定法からセノマニアン階とされており、絶対年代は約 95.8 ± 6.2 Maと見積られている。後期白亜紀の間、当該の層には河川環境を伴う広大な氾濫原が存在した。氾濫原環境には広範な植生が分布しており、古土壌の卓越や無数の植物食性恐竜が河道・氾濫原堆積物の両方から発見されることが根拠とされる。当該の層の同時代の古動物相には、他の獣脚類（アーケオルニトミムス、カエグナタシア、エルリアンサウルス、ギガントラプトル、ネイモンゴサウルス）や竜脚類のソニドサウルス、2属のハドロサウルス上科（バクトロサウルスとギルモレオサウルス）が含まれる。これに加え、Bayshi Tsav 産地ではバインシレ層にさらなる発見があった可能性がある。バインシレ層はセノマニアン - サントニアン階に相当する上部白亜系と推定されており、絶対年代は約 95.9 ± 6.0 Ma から 89.6 ± 4.0 Ma と見積られる。これはイレンダバス層の年代に近い。ここにおいて、アレクトロサウルスは多様な獣脚類（アキロバトル、ガルディミムス、セグノサウルス）と共存していた。曲竜類はタラルルスやツァガンテギアに代表され、他の植物食恐竜にはグラキリケラトプスやゴビハドロスおよびエルケトゥが含まれる。
2012年、アレキサンダー・アヴェリアノフとハンス＝ディエター・スースは上部バインシレ層とイレンダバス層が対比されると推定し、同様の環境を持つと見積った。この対比はこれらの層で報告された膨大な数の貝虫に支持されている。恐竜の分類群の類似性に基づき、さらなる支持の根拠も提示されている。前述したように、アレクトロサウルスとしての呼称は確定していないものの本属はイレンダバス層とバインシレ層に生息しており、暫定標本からはイレンダバス標本との類似性が示唆されている。2015年にバインシレ層からは巨大なカエグナトゥス科の恐竜が報告されており、ギガントラプトルのものに酷似する下側の吻（嘴）が保存されている。